# Fifo (financieel)
Fifo staat voor het Engelse first in, first out ('het eerste dat erin komt, gaat er ook als eerste uit').

## Toepassing
Het fifo-principe wordt toegepast in de financiële administratie van een bedrijf. Het wordt gebruikt voor het bepalen van de waarde van de voorraad.
Het toewijzen van kosten aan een verkocht product gebeurt volgens het fifo-principe op basis van de waarde van de oudst aanwezige voorraad van de betreffende goederen. De kostprijs van de oudste voorraad bepaalt dus voor een deel de marge op het verkochte product. Recente prijsschommelingen hebben nog geen invloed op de marge van het verkochte product.